# Sent Martin lo Redond
Sent Martin lo Redond (en francès Saint-Martin-le-Redon) és un municipi francès situat al departament de l'Òlt i a la regió d'Occitània.
El municipi té Sent Martin lo Redond com a capital administrativa, i també compta amb els agregats de Vinhals, la Fulha i las Casas de Marnhac.

## Demografia
| 1962                                       | 1968 | 1975 | 1982 | 1990 | 1999 | 2007 |
| ------------------------------------------ | ---- | ---- | ---- | ---- | ---- | ---- |
| 170                                        | 202  | 221  | 249  | 208  | 196  | 211  |
| Des de 1962: població sense dobles comptes |      |      |      |      |      |      |

## Administració
| Període   | Identitat           | Partit |
| --------- | ------------------- | ------ |
| 1977-1989 | Bruno Broutier      | PS     |
| 1989-2001 | Olivier de Briancon | RPR    |
| 2001-     | Roger Lassaque      | PS     |